# 283

## Починали
- август – Кар, римски император
- август – Марк Аврелий Кар, римски император
- 7 декември – Евтихий, римски папа